# Mas Llorenç (Olivella)
El Mas Llorenç és un edifici d'Olivella (Garraf) inclosa a l'Inventari del Patrimoni Arquitectònic de Catalunya.

## Descripció
Es tracta d'un edifici de tipologia popular, que és compost de diferents blocs tot combinant les teulades a una i dues vessants. El cos més gran consta de planta baixa, pis i golfes. Les obertures són de forma quadrada per les finestres i d'arc de mig punt per la porta. Les finestres tenen la llinda de fusta, i els muntants de maó vist o de pedra.